# Дјекиш
Дјекиш (слч. Dekýš) насељено је мјесто са административним статусом сеоске општине (слч. obec) у округу Банска Штјавњица, у Банскобистричком крају, Словачка Република.

## Становништво
| Година:    | 1994. | 2004.   | 2014.    | 2024.   |
| ---------- | ----- | ------- | -------- | ------- |
| Број људи: | 261   | 240     | 202      | 186     |
| Разлика:   |       | -8,04 % | -15,83 % | -7,92 % |

| Година:    | 2023. | 2024. |
| ---------- | ----- | ----- |
| Број људи: | 186   | 186   |
| Разлика:   |       | +0 %  |

Према подацима о броју становника из 2011. године насеље је имало 198 становника.